# Округ Кларк (Индијана)
Округ Кларк (енгл. Clark County) је округ у америчкој савезној држави Индијана.

## Демографија
По попису из 2010. године број становника је 110.232, што је 13.76 (14,3%) становника више него 2000. године.
| Група             | 2000.          | 2010.          |
| Белци             | 86.194 (89,3%) | 93.887 (85,2%) |
| Афроамериканци    | 6.393 (6,6%)   | 7.661 (6,9%)   |
| Азијати           | 569 (0,6%)     | 875 (0,8%)     |
| Хиспаноамериканци | 1.799 (1,9%)   | 5.350 (4,9%)   |
| Укупно            | 96.472         | 110.232        |